# Liste de peintures de Simon Vouet
Cette page dresse la liste des peintures de Simon Vouet, peintre français du XVIIe siècle.

## Période italienne (jusqu'en 1627)
| Image | Titre                                                                                            | Date           | Techniques et dimensions                        | Commentaire                                | Lieu de conservation                                     | Référence |
| ----- | ------------------------------------------------------------------------------------------------ | -------------- | ----------------------------------------------- | ------------------------------------------ | -------------------------------------------------------- | --------- |
|       |                                                                                                  |                |                                                 |                                            |                                                          |           |
|       | Le Spadassin                                                                                     | vers 1613-1618 | Huile sur toile                                 |                                            | Brunswick, Herzog Anton Ulrich Museum                    |           |
|       | Jaël et Sisera                                                                                   | 1615           | Huile sur toile, 145 x 172 cm                   |                                            | Localisation actuelle inconnue                           |           |
|       | L'Homme à la figue                                                                               | vers 1615      | Huile sur toile, 77,5 x 62,5 cm                 |                                            | Caen, musée des Beaux-Arts                               |           |
|       | La Madeleine pénitente                                                                           | vers 1616      | Huile sur toile, 128,5 x 101 cm                 |                                            | Collection particulière                                  |           |
|       | Portrait de jeune homme                                                                          | vers 1616      | Huile sur toile, 55 x 41,5 cm                   |                                            | Paris, musée du Louvre                                   |           |
|       | La Diseuse de bonne aventure                                                                     | 1617           | Huile sur toile, 95 x 135 cm                    |                                            | Rome, Galleria nazionale d'Arte antica, Palais Barberini |           |
|       | Le Spadassin                                                                                     | vers 1618      | Huile sur toile, 83 x 68,5 cm                   |                                            | Tours, musée des Beaux-Arts                              |           |
|       | Femme jouant de la guitare                                                                       | vers 1618      | Huile sur toile, 106 x 75,8 cm                  |                                            | New York, Metropolitan Museum of Art                     |           |
|       | Saint André                                                                                      | vers 1618      | Huile sur toile, 56 x 49 cm                     |                                            | Collection particulière                                  |           |
|       | La Mort de Lucrèce                                                                               | vers 1619      | Huile sur toile, 120 x 171 cm                   |                                            | Potsdam, Schloss Sanssouci                               |           |
|       | Autoportrait                                                                                     | 1620           | Huile sur toile, 52,5 x 42,5 cm                 |                                            | Collection Koelliker                                     |           |
|       | Joueur de tambour de basque (fragment)                                                           | vers 1620      | Huile sur toile                                 |                                            | Localisation actuelle inconnue                           |           |
|       | La Diseuse de bonne aventure                                                                     | vers 1620      | Huile sur toile, 120 x 170 cm                   |                                            | Ottawa, National Gallery of Canada                       |           |
|       | La Charité romaine                                                                               | vers 1620      | Huile sur toile, 132 x 125 cm                   |                                            | Bayonne, musée Bonnat-Helleu                             |           |
|       | La Nativité de la Vierge                                                                         | vers 1620      | Huile sur toile, 217 x 129 cm                   |                                            | Rome, église San Francesco a Ripa                        |           |
|       | L'Intellect, la Mémoire et la Volonté                                                            | vers 1620      | Huile sur toile, 179 x 144 cm                   |                                            | Rome, Pinacothèque du Capitole                           |           |
|       | Portrait présumé d'Aubin Vouet                                                                   | vers 1620      | Huile sur toile, 64 x 48 cm                     |                                            | Arles, musée Réattu                                      |           |
|       | Le martyre de sainte Catherine                                                                   | vers 1620      | Huile sur toile, 173 x 115,5 cm                 |                                            | Strasbourg, musée des Beaux-Arts                         |           |
|       | Saint Jérôme et l'Ange                                                                           | vers 1620-1621 | Huile sur toile, 145 x 180 cm                   |                                            | Washington, The National Gallery of Art                  |           |
|       | Le Prince Marcantonio Doria d'Angriou Portrait de Giovan Carlo Doria                             | 1621           | Huile sur toile, 127 x 96 cm                    |                                            | Paris, musée du Louvre                                   |           |
|       | David tenant la tête de Goliath                                                                  | 1621           | Huile sur toile, 121 x 94 cm                    |                                            | Gênes, Musei di Strada Nuova, Palazzo Bianco             |           |
|       | Un ange expliquant les mystères divins à Marie Madeleine                                         | 1621           | Huile sur toile, 136,6 x 112,4 cm               |                                            | Collection particulière                                  |           |
|       | Judith et sa Servante                                                                            | vers 1621      | Huile sur toile                                 |                                            | Collection particulière                                  |           |
|       | Portrait présumé de la princesse Piombino                                                        | vers 1621      | Huile sur toile                                 |                                            | Milan, Pinacoteca di Brera                               |           |
|       | Le Martyre de sainte Catherine d'Alexandrie                                                      | vers 1621-1622 | Huile sur toile, 173 x 115,5 cm                 |                                            | Collection particulière                                  |           |
|       | La Crucifixion                                                                                   | 1622           | Huile sur toile, 322 x 225 cm                   |                                            | Gênes, église du Gesù                                    |           |
|       | La Circoncision                                                                                  | 1622           | Huile sur toile, 290 x 193 cm                   |                                            | Naples, musée de Capodimonte                             |           |
|       | Saint Sébastien soigné par Irène et une de ses suivantes                                         | vers 1622      | Huile sur toile, 246 x 174 cm                   |                                            | Naples, collection Condorelli                            |           |
|       | L'Annonciation dite Annonciation Giustiniani                                                     | vers 1622-1624 | Huile sur toile, 290 x 193 cm                   |                                            | Détruit, autrefois à Berlin, Kaiser Friedrich Museum     |           |
|       | Saint Luc                                                                                        | vers 1623      | Huile sur toile                                 |                                            | Philadelphie, Museum of Art                              |           |
|       | Saint Jean l'Évangéliste                                                                         | vers 1623      | Huile sur toile                                 |                                            | Philadelphie, Museum of Art                              |           |
|       | La Vierge en adoration devant l'Enfant Jésus                                                     | vers 1623      | Huile sur toile, 118 x 132 cm                   |                                            | Rotterdam, Museum Boymans-van Beuningen                  |           |
|       | Tête de Vierge                                                                                   | vers 1623      | Huile sur toile, 45 x 30 cm                     |                                            | Collection particulière                                  |           |
|       | Portrait de jeune homme                                                                          | vers 1623      | Huile sur toile, 60 x 48 cm                     |                                            | Le Havre, musée Malraux                                  |           |
|       | La Tentation de saint Antoine                                                                    | 1623-1624      | Huile sur toile, 185 x 252 cm                   |                                            | Rome, église San Lorenzo in Lucina, chapelle Alaleoni    |           |
|       | La Vêture de saint François                                                                      | 1623-1624      | Huile sur toile, 185 x 252 cm                   |                                            | Rome, église San Lorenzo in Lucina, chapelle Alaleoni    |           |
|       | Saint Pierre guérissant les malades de son ombre                                                 | 1624           | Huile sur toile, 115 x 97 cm                    |                                            | Florence, Galerie des Offices                            |           |
|       | La Charité romaine                                                                               | 1624           | Huile sur toile                                 |                                            | Riazan, musée des Beaux-Arts                             |           |
|       | Saint François recevant les stigmates                                                            | vers 1624      | Huile sur toile                                 |                                            | Collection particulière                                  |           |
|       | Tête de sainte Agnès                                                                             | vers 1624      | Huile sur papier marouflé sur toile, 27 x 21 cm |                                            | Collection particulière                                  |           |
|       | Sainte Agnès                                                                                     | vers 1624      | Huile sur toile, 55,9 x 46,4 cm                 |                                            | Austin, Blanton Museum of Art                            |           |
|       | Portrait d'Artemisia Gentileschi                                                                 | vers 1622-1626 | Huile sur toile, 90 x 71 cm                     |                                            | Pise, Palais Bleu                                        |           |
|       | Dieu le père et des groupes d'anges adorant la croix et les instruments de la Passion (bozzetto) | 1625           | Huile sur toile, 55,8 x 63,5 cm                 |                                            | Collection particulière                                  |           |
|       | Deux Anges assis dans des nuées, à gauche                                                        | 1625           | Huile sur toile, 40,6 x 61,6 cm                 |                                            | Los Angeles, County Museum of Art                        |           |
|       | Deux Anges assis dans des nuées, à droite                                                        | 1625           | Huile sur toile, 40,6 x 61,6 cm                 |                                            | Los Angeles, County Museum of Art                        |           |
|       | Anges portant la colonne de la Passion                                                           | 1625-1626      | Huile sur toile, 130 x 80 cm                    |                                            | Besançon, musée des Beaux-Arts et d'archéologie          |           |
|       | Anges portant les instruments de la Passion                                                      | 1625-1626      | Huile sur toile, 132 x 77 cm                    |                                            | Besançon, musée des Beaux-Arts et d'Archéologie          |           |
|       | Portrait de jeune femme                                                                          | vers 1625      | Huile sur toile                                 |                                            | Localisation actuelle inconnue                           |           |
|       | Portrait d'homme                                                                                 | vers 1625      | Huile sur toile                                 |                                            | New York, Collection Weldon                              |           |
|       | Portrait d'homme                                                                                 | vers 1625      | Huile sur toile                                 |                                            | Londres, Hampton Court                                   |           |
|       | Autoportrait                                                                                     | vers 1625      | Huile sur toile, 64 x 50 cm                     |                                            | Amiens, musée de Picardie                                |           |
|       | Autoportrait                                                                                     | vers 1625      | Huile sur toile, 65 x 55 cm                     |                                            | Florence, Galerie des Offices                            |           |
|       | Salomé tenant la tête de saint Jean Baptiste                                                     | vers 1625      | Huile sur toile, 112 x 82 cm                    |                                            | Rome, Galleria nazionale d'Arte antica, Palais Corsini   |           |
|       | Tête de jeune soldat                                                                             | vers 1625      | Huile sur toile collée sur bois, 50 x 40 cm     |                                            | Collection Koelliker                                     |           |
|       | La Vierge à la corbeille                                                                         | 1625-1626      | Huile sur toile, 132 × 98 cm                    |                                            | Florence, Galerie des Offices                            |           |
|       | L'Apparition de la Vierge à saint Bruno                                                          | 1626           | Huile sur toile, 254 x 165 cm                   |                                            | Naples, Chartreuse de San Martino                        |           |
|       | Sainte Agnès                                                                                     | 1626           | Huile sur toile, 94 x 75,5 cm                   |                                            | Collection particulière                                  |           |
|       | Sainte Catherine d'Alexandrie                                                                    | 1626           | Huile sur toile, 132 x 99 cm                    |                                            | Collection particulière                                  |           |
|       | La Sainte Famille avec saint Jean-Baptiste                                                       | 1626           | Huile sur toile, 80 cm de diamètre              |                                            | San Francisco, The Fine Arts Museum                      |           |
|       | La Mort de Lucrèce                                                                               | vers 1626      | Huile sur toile                                 |                                            | Prague, Narodni Galerie                                  |           |
|       | Sainte Catherine d'Alexandrie                                                                    | vers 1626      | Huile sur toile, 66 x 50 cm                     |                                            | Collection Koelliker                                     |           |
|       | Le Ravissement de saint François de Paule                                                        | vers 1626      | Huile sur toile, 42 x 32 cm                     |                                            | Collection particulière                                  |           |
|       | Sainte Cécile                                                                                    | vers 1626      | Huile sur toile, 134 x 98 cm                    |                                            | Austin, Blanton Museum of Art                            |           |
|       | La Vierge à l'Enfant, sainte Catherine, sainte Élisabeth et saint Jean                           | vers 1626      | Huile sur toile, 182 x 130 cm                   |                                            | Madrid, musée du Prado                                   |           |
|       | Sophonisbe recevant la coupe empoisonnée                                                         | vers 1626      | Huile sur toile, 128 x 156 cm                   |                                            | Cassel, Staatliche Kunstsammlungen                       |           |
|       | Vénus et l'Amour au bain                                                                         | vers 1626      | Huile sur toile                                 | Peint en collaboration avec Charles Mellin | Berlin, Gemäldegalerie                                   |           |
|       | Sainte Catherine                                                                                 | vers 1626      | Huile sur toile, 99 x 74,5 cm                   |                                            | Collection particulière                                  |           |
|       | Autoportrait                                                                                     | vers 1626-1627 | Huile sur toile, 45 x 36 cm                     |                                            | Lyon, musée des Beaux-Arts                               |           |
|       | L'Apothéose de saint Théodore                                                                    | 1627           | Huile sur toile, 269 x 148 cm                   |                                            | Dresde, Gemäldegalerie                                   |           |
|       | Le Temps vaincu par l'Espérance, l'Amour et la Beauté                                            | 1627           | Huile sur toile, 102 x 142 cm                   |                                            | Madrid, musée du Prado                                   |           |
|       | Le Hallebardier                                                                                  | vers 1627      | Huile sur toile                                 |                                            | Dayton, Art Institute                                    |           |
|       | Portrait de fillette tenant un oiseau                                                            | vers 1627      | Huile sur toile, 38,5 cm de diamètre            |                                            | Collection Koelliker                                     |           |
|       | Virginia Vezzi, épouse de l'artiste, en Marie Madeleine                                          | vers 1627      | Huile sur toile, 102 x 79 cm                    |                                            | Los Angeles, County Museum of Art                        |           |
|       | Jeune homme en armure                                                                            | vers 1627      | Huile sur toile, 116,5 x 91 cm                  |                                            | Paris, musée du Louvre                                   |           |

## Période parisienne (1628-1639)
| Image | Titre                                                          | Date           | Techniques et dimensions          | Commentaire | Lieu de conservation                                          | Référence |
| ----- | -------------------------------------------------------------- | -------------- | --------------------------------- | --- | ------------------------------------------------------------- | --------- |
|       |                                                                |                |                                   | |                                                               |           |
|       | Les Apôtres au tombeau de la Vierge                            | 1628-1629      | Huile sur toile, 300 x 260 cm     | | Paris, église Saint-Nicolas-des-Champs                        |           |
|       | La Vierge de l'Assomption                                      | 1628-1629      | Huile sur toile, 165 x 234 cm     | | Paris, église Saint-Nicolas-des-Champs                        |           |
|       | La Cène                                                        | 1629-1630      | Huile sur toile, 328 x 210 cm     | | Lorette, Museo Apostolico                                     |           |
|       | Bellone ou Allégorie de la Victoire                            | vers 1630      | Huile sur toile                   | | Indianapolis, Museum of Art                                   |           |
|       | Diane et Endymion                                              | vers 1630 ?    | Huile sur toile                   | | San Simeon, Hearst Castle                                     |           |
|       | L'Apparition de la Vierge et de l'Enfant Jésus à saint Antoine | 1630-1631      | Huile sur toile, 266 x 146 cm     | | Québec, église Saint-Roch                                     |           |
|       | L'Annonciation                                                 | 1632           | Huile sur toile, 220 x 159 cm     | | Moscou, musée Pouchkine                                       |           |
|       | Loth et ses filles                                             | 1633           | Huile sur toile, 160 x 130 cm     | | Strasbourg, musée des Beaux-Arts                              |           |
|       | La Vierge à l'enfant                                           | 1633           | Huile sur toile, 110,3 x 89,4 cm  | | Washington, The National Gallery of Art                       |           |
|       | Portrait de l'abbé Suger                                       | vers 1632-1634 | Huile sur toile, 212,4 x 135 cm   | | Nantes, musée d'Arts                                          |           |
|       | Portrait d'Olivier de Clisson                                  | vers 1632-1634 | Huile sur toile                   | | Nantes, musée Dobrée                                          |           |
|       | Portrait de Simon de Montfort                                  | vers 1632-1634 | Huile sur toile                   | | Bourdeilles, château                                          |           |
|       | Portrait de Gaucher de Châtillon                               | vers 1633-1634 | Huile sur toile, 218 x 137 cm     | Commandé en 1632 par Richelieu pour la Galerie des Hommes illustres du Palais Cardinal (puis Palais-Royal) à Paris | Paris, musée du Louvre                                        |           |
|       | La Madeleine repentante                                        | vers 1633-1634 | Huile sur toile, 74 x 106 cm      | | Amiens, musée de Picardie                                     |           |
|       | Les Muses Uranie et Calliope                                   | vers 1634      | 79,8 X 125 cm.                    | | National Gallery of Art, Washington                           |           |
|       | Allégorie de la Vertu ou Allégorie de la Victoire              | vers 1634      | Huile sur toile, 243 x 115 cm     | | Paris, musée du Louvre                                        |           |
|       | Allégorie de la Charité ou Allégorie de la Foi                 | vers 1634      | Huile sur toile, 192 x 132 cm     | | Paris, musée du Louvre                                        |           |
|       | Allégorie de la Richesse                                       | vers 1634      | Huile sur toile, 170 x 124 cm     | | Paris, musée du Louvre                                        |           |
|       | Nymphe essayant la flèche d'un Amour                           | vers 1635      | Huile sur toile, 187 x 137 cm     | | Nancy, musée des Beaux-Arts                                   |           |
|       | L'Amour qui se venge                                           | vers 1634      | Huile sur toile, 167 x 137 cm     | | Nancy, musée des Beaux-Arts                                   |           |
|       | Le martyre de saint Eustache                                   | vers 1635      | Huile sur toile, 300 x 260 cm     | | Paris, église Saint-Eustache                                  |           |
|       | L'Apothéose de saint Eustache                                  | vers 1635      | Huile sur toile, 273,8 x 233,5 cm | | Nantes, musée d'Arts                                          |           |
|       | Les saintes femmes au tombeau                                  | vers 1635      | Huile sur toile, 138 x 169 cm     | | Davron, église Sainte-Madeleine                               |           |
|       | La fuite d'Enée                                                | vers 1635      | Huile sur toile, 140,5 x 110 cm   | | San Diego, Museum of Art                                      |           |
|       | L'Adoration des Bergers                                        | vers 1635-1640 |                                   | | Évry-Courcouronnes, église Saint Pierre et Saint Paul         |           |
|       | La Madeleine chez Simon le Pharisien                           | 1636-1637      | Huile sur toile                   | | Collection particulière, dépôt à Houston, Museum of Fine Arts |           |
|       | Le lavement des pieds                                          | 1636-1637      | Huile sur toile                   | | Authezat, église Notre-Dame                                   |           |
|       | La Crucifixion                                                 | 1636-1637      | Huile sur toile, 215,9 x 146 cm   | provient de la chapelle du chancelier Pierre Seguier, don du cardinal Fesch en 1816                                | Lyon, musée des Beaux-Arts                                    |           |
|       | L'Incrédulité de saint Thomas                                  | 1636-1637      | Huile sur toile, 149,7 x 114 cm   | | Lyon, musée des Beaux-Arts                                    |           |
|       | La mise au tombeau                                             | 1636-1637      | Huile sur toile, 151 x 153 cm     | | Le Havre, musée André-Malraux                                 |           |
|       | La Cène                                                        | 1636-1637      | Huile sur toile, 153,4 x 132,5 cm | | Lyon, musée des Beaux-Arts                                    |           |
|       | La Vierge à l'enfant vu par derrière                           | vers 1636-1637 | Huile sur toile, 53 x 38 cm       | | Collection particulière                                       |           |
|       | Louis XIII entre les figures de la France et de la Navarre     | vers 1636-1638 | Huile sur toile, 163 x 154 cm     | | Paris, musée du Louvre                                        |           |
|       | Diane au repos                                                 | 1637           | Huile sur toile, 102 x 141 cm     | | Château de Hampton Court                                      |           |
|       | La Justice                                                     | vers 1637-1638 | Huile sur toile, 140 x 159 cm     | | Versailles, musée national du château                         |           |
|       | La Tempérance                                                  | vers 1637-1638 | Huile sur toile, 140 x 159 cm     | | Versailles, musée national du château                         |           |
|       | La Force                                                       | vers 1637-1638 | Huile sur toile, 140 x 159 cm     | | Versailles, musée national du château                         |           |
|       | La Prudence                                                    | vers 1637-1638 | Huile sur toile, 140 x 159 cm     | | Versailles, musée national du château                         |           |
|       | La Vierge à l'enfant à la rose                                 | 1638           | Huile sur toile, 80 x 62 cm       | | Marseille, musée des Beaux-Arts                               |           |
|       | Le Crucifixion avec Louis XIII                                 | 1638           | Huile sur toile                   | | Neuilly-Saint-Front, église Saint-Rémi-et-Saint-Front         |           |
|       | Le repos de la sainte Famille en Egypte                        | 1638-1639      | Huile sur toile, 200 x 128 cm     | | Grenoble, musée de Grenoble                                   |           |
|       | Le Christ apparaissant à saint Antoine abbé                    | vers 1638-1639 | Huile sur toile, 278 x 163 cm     | | Grenoble, musée de Grenoble                                   |           |
|       | Le ravissement de la Madeleine                                 | vers 1639-1640 | Huile sur toile, 100 x 81 cm      | | Besançon, musée des Beaux-Arts                                |           |
|       | La Vierge à l'enfant à la colonne                              | vers 1639-1640 | Huile sur toile, 99 x 75 cm       | | Saint-Pétersbourg, musée de l'Ermitage                        |           |

## Dernières années (1640-1649)
| Image | Titre                                                          | Date           | Techniques et dimensions             | Commentaire | Lieu de conservation                            | Référence |
| ----- | -------------------------------------------------------------- | -------------- | ------------------------------------ | --- | ----------------------------------------------- | --------- |
|       | Le Temps, Vénus, Mars et l'Amour                               | vers 1625-1627 | Huile sur toile, 146 x 108 cm        | | Sarasota, John and Mable Ringling Museum of Art |           |
|       | La toilette de Vénus                                           | vers 1640      | Huile sur toile, 165 x 115 cm        | | Pittsburgh, Museum of Art, Carnegie Institute   |           |
|       | La toilette de Vénus                                           | 1629           | Huile sur toile, 184 x 153 cm        | | Cincinnati, Art Museum                          |           |
|       | La Trinité                                                     | vers 1640      | Huile sur toile, 165 x 168 cm        | | Saint-Denis, basilique                          |           |
|       | La Présentation au temple                                      | 1640-1641      | Huile sur toile, 383 x 250 cm        | Toile offerte par Richelieu pour le maître-autel de l'église de la Maison professe des Jésuites (église Saint-Paul-Saint-Louis) | Paris, musée du Louvre                          |           |
|       | L'Apothéose de saint Louis                                     | 1640-1641      | Huile sur toile, 275 x 175 cm        | | Rouen, musée des Beaux-Arts                     |           |
|       | Aurore et Céphale                                              | vers 1640-1642 | Huile sur toile                      | | Paris, hôtel Lambert                            |           |
|       | La Vierge à l'enfant au rameau de chêne dite Vierge Hesselin   | vers 1640-1645 | Huile sur toile, 97 x 77 cm          | | Paris, musée du Louvre                          |           |
|       | La Vierge à l'enfant avec un ange                              | vers 1641-1642 | Huile sur toile, 81,5 x 64,5 cm      | | Caen, musée des Beaux-Arts                      |           |
|       | La Sainte Famille avec sainte Elisabeth et saint Jean-Baptiste | vers 1641-1642 | Huile sur toile, 132 x 125 cm        | | Paris, musée du Louvre                          |           |
|       | L'enlèvement d'Europe                                          | vers 1641-1642 | Huile sur toile, 179 x 141,5 cm      | | Madrid, musée Thyssen-Bornemisza                |           |
|       | La mort de Didon                                               | vers 1642      | Huile sur toile, 215 x 170 cm        | | Dole, musée des Beaux-Arts                      |           |
|       | Vénus et Adonis                                                | vers 1642      | Huile sur toile, 130 x 94 cm         | | Malibu, The J. Paul Getty Museum                |           |
|       | Artémise faisant construire le Mausolée                        | vers 1643-1644 | Huile sur toile, 161 x 139 cm        | | Stockholm, Nationalmuseum                       |           |
|       | Le triomphe de Galatée                                         | vers 1643-1644 | Huile sur toile, 169 x 146 cm        | | Collection particulière                         |           |
|       | L'Assomption                                                   | 1644           | Huile sur toile, 195 x 129 cm        | | Reims, musée des Beaux-Arts                     |           |
|       | Allégorie des quatre saisons                                   | vers 1644-1645 | Huile sur toile, 113 cm de diamètre  | | Dublin, National Gallery of Ireland             |           |
|       | Allégorie de la Prudence                                       | vers 1645      | Huile sur toile, 116 x 90 cm         | | Montpellier, musée Fabre                        |           |
|       | Allégorie des bienfaits de la paix                             | vers 1645      | Huile sur toile, 115 x 96 cm         | | Cherbourg, musée Thomas-Henry                   |           |
|       | Allégorie du Bon Gouvernement                                  | vers 1645      | Huile sur toile, 237 x 175 cm        | | Paris, musée du Louvre                          |           |
|       | Saturne vaincu par l'Amour, Vénus et l'Espérance               | vers 1645-1646 | Huile sur toile, 187 x 142 cm        | | Bourges, musée du Berry                         |           |
|       | Vierge à l'enfant agenouillé                                   | vers 1646 ?    | Huile sur toile, 92,7 cm de diamètre | | Collection particulière                         |           |
|       | Saint François de Paule ressuscitant un enfant mort            | 1648           | Huile sur toile, 335 x 187 cm        | | Québec, église Saint-Henri-de-Lévis             |           |
|       | L'adoration du nom divin par quatre saints                     | vers 1648      | Huile sur toile, 265 x 176 cm        | | Paris, église Saint-Merry                       |           |

- La Cène, huile sur toile, Longjumeau, église Saint-Martin, 330 x 219 cm
- David et Abigail femme de Nabal, musée national des beaux-arts d'Alger, Alger
- Décoration de l'église Saint-Étienne à Chilly-Mazarin : L'Ensevelissement du Christ (1639)